# Jean-Pol Poncelet
Jean-Pol Poncelet (ur. 10 kwietnia 1950 w Carlsbourgu) – belgijski i waloński polityk, inżynier oraz samorządowiec, parlamentarzysta, wicepremier i minister w rządzie federalnym.

## Życiorys
Ukończył w 1973 studia z zakresu inżynierii budownictwa na Université catholique de Louvain. Pracował na uczelni, następnie w przedsiębiorstwie energetycznym Belgonucleaire. W 1979 został zatrudniony w instytucji naukowej Fondation universitaire luxembourgeoise, gdzie zajmował się badaniami nad energią odnawialną. Zaangażował się w działalność polityczną w ramach Partii Społeczno-Chrześcijańskiej, w 2002 przemianowanej na Centrum Demokratyczno-Humanistyczne. Był doradcą do spraw energii w rządzie federalnym.
W latach 1991–1995 i 1999–2001 był posłem do Izby Reprezentantów. Od 1992 do 1995 zasiadał równocześnie w regionalnym parlamencie Walonii. W 1995 premier Jean-Luc Dehaene powierzył mu stanowisko ministra obrony. W 1998 został dodatkowo ministrem energii i wicepremierem. W rządzie federalnym zasiadał do 1999. W latach 2001–2003 wchodził w skład rady miejscowości Paliseul.
Po wycofaniu się z aktywnej polityki pełnił funkcję dyrektorską w Europejskiej Agencji Kosmicznej (2001–2005). W 2006 został doradcą prezesa koncernu energetycznego Areva, a w 2008 dyrektorem w tym przedsiębiorstwie. W 2014 dołączył do rady dyrektorów firmy CMI.